# The Bridge (VS)
The Bridge is een Amerikaans misdaadserie voor televisie die gemaakt werd door Meredith Stiehm (alleen het eerste seizoen) en Elwood Reid en werd uitgezonden door FX Networks en is gebaseerd op de Deense/Zweedse televisieserie The Bridge. De hoofdrollen worden vertolkt door Demián Bichir en  Diane Kruger. Het eerste en tweede seizoen bevatte elk dertien afleveringen en de eerste aflevering werd in Amerika op 10 juli 2013 uitgezonden, de televisieserie werd na het tweede seizoen stopgezet. 
De titel van deze serie verwijst naar de brug over de Rio Grande die El Paso en Ciudad Juárez  met elkaar verbindt. In deze regio werd de televisieserie ook opgenomen. 

## Verhaal
The Bridge vertelt het verhaal van twee politierechercheurs, een uit Mexico, die jacht maken op de seriemoordenaar die werkt in het grensgebied tussen Texas en Chihuahua. Hun onderzoek wordt bemoeilijkt door de corruptie en onwillendheid bij de Mexicaanse autoriteiten, en door de gewelddadige drugskartels. 

## Rolverdeling

### Hoofdrolspelers
- Diane Kruger – rechercheur Sonya Cross, lid van het politieteam van El Paso. Zij lijdt aan het syndroom van Asperger.
- Demián Bichir – rechercheur Marco Ruiz, lid van federale politie van Chihuahua. Hij is een van de laatste eerlijke en betrouwbare politieagenten in een corrupte werkomgeving.
- Ted Levine – inspecteur Hank Wade, baas van rechercheur Sonya Cross.
- Annabeth Gish - Charlotte Millwright, een rijke dame die weduwe is geworden nadat haar man een hartinfarct kreeg aan de Mexicaanse kant van de grens en stierf in El Paso. Tijdens het onderzoek ontdekken de rechercheurs dat de man er duistere zaakjes op nahield.
- Thomas M. Wright – Steven Linder, een einzelgänger, die probeert te overleven in de wetteloze grensstreek.
- Matthew Lillard - Daniel Frye, een journalist van de El Paso Times die na een veelbelovende start van zijn carrière nu worstelt met een drank- en drugsverslaving.
- Emily Rios - Adriana Mendez, een jonge journaliste van The New York Times en die geboren is in Ciudad Juárez.

### Terugkerende rollen
- Johnny Dowers – Tim Cooper,  een privédetective uit El Paso.
- Catalina Sandino Moreno - Alma Ruiz, vrouw van rechercheur Marco Ruiz.
- Carlos Pratts - Gus Ruiz, een zoon van Alma en Marco.
- Eric Lange - Kenneth Hasting, een collega van Alma Ruiz.
- Ramón Franco - Fausto Galvan, een drugskartelleider en eigenaar van El Rey Storage.
- Alejandro Patino – Cesar, een vertrouweling van Karl Millwright (overleden man van Charlotte Millwright).
- Juan Carlos Cantu – kapitein Robles, de baas van rechercheur Marco Ruiz.
- Diana-Maria Riva - Kitty Conchas, medewerkster El Paso politie die van Mexicaanse afkomst is maar geen woord spaans spreekt.
- Arturo del Puerto - Hector Valdez, een werknemer van Fausto's
- Stephanie Sigman - Eva Guerra, vriendin van Hector.
- Alma Martínez - Graciela Rivera, een smokkelaar en voormalige partner van Karl Millwright (overleden man van Charlotte Millwright).
- Brian Van Holt – Ray, voormalige liefde van Charlotte.
- Daniel Edward Mora – Obregon, bodyguard van Fausto.
- Larry Clarke - Manny Stokes, een overijverige hulpsheriff in El Paso.
- Lyle Lovett - Monte P. Flagman, advocaat van Graciela Rivera.
- Don Swayze – Tim, contactpersoon van Ray in Tampa.
- Chris Browning - Jackson Childress, een jager op illegale immigranten.
- Franka Potente - Eleanor Nacht, een probleemoplosser van de drugskartel.
- Manuel Uriza - Abelardo Pintado, Mexicaans openbaar aanklager die de corruptie onderzoekt in Juárez.
- Nathan Phillips - Jack Dobbs, broer van Jim Dobbs die de zus van Sonya vermoorde.
- Abraham Benrubi - Joe Mackenzie, agent van DEA die onderzoek uitvoert naar Fausto Galvan.
- Bruno Bichir - Sebastian Cerisola, bestuursvoorzitter van Grupo Clio die nauwe banden heeft met het drugskartel.